# Robert Kaczmarek
Robert Kaczmarek (ur. 10 czerwca 1958 w Głownie) – polski reżyser filmów dokumentalnych, scenarzysta i producent filmowy.

## Życiorys
Ukończył VI Liceum Ogólnokształcące im. Tadeusza Reytana w Warszawie (1977). W 1985 został absolwentem Instytutu Socjologii Wydziału Nauk Społecznych Uniwersytetu Warszawskiego, a w 1989 absolwentem Wydziału Reżyserii w Państwowej Wyższej Szkole Filmowej, Telewizyjnej i Teatralnej w Łodzi. Współzałożyciel Stowarzyszenia Producentów Filmowych. W latach 1991–1994 prezes firmy producenckiej Dr Watkins, od 1997 prezes firmy Biograf Film, od 2005 prezes firmy Film Open Group. Został także członkiem rady Fundacji Twórców dla Rzeczypospolitej, skarbnikiem Stowarzyszenia Twórców dla Rzeczypospolitej oraz prezesem Fundacji Biograf Film.
W 2019 otrzymał z rąk ministra kultury i dziedzictwa narodowego Piotra Glińskiego Doroczną Nagrodę MKiDN w kategorii Film. 7 stycznia 2021 został przez niego powołany w skład Rady Polskiego Instytutu Sztuki Filmowej na kadencję 2020–2023, a następnie wybrano go przewodniczącym tego gremium.
4 marca 2021 został powołany przez Ministra Kultury, Dziedzictwa Narodowego i Sportu na stanowisko p.o. dyrektora Filmoteki Narodowej – Instytutu Audiowizualnego. Funkcję tę przejął po niespodziewanie odwołanym, dotychczasowym dyrektorze FINA – Dariuszu Wieromiejczyku. W latach 2022–2024 zajmował stanowisko dyrektora Filmoteki Narodowej – Instytutu Audiowizualnego.
Wszedł w skład komitetu wspierającego kandydaturę Karola Nawrockiego na prezydenta RP w wyborach w 2025.
W czerwcu 2025 odznaczony przez Prezydenta RP Krzyżem Komandorskim Orderu Odrodzenia Polski za wybitne osiągnięcia w podejmowanej z pożytkiem dla kraju działalności zawodowej i społecznej, za zasługi dla wolnej Polski. 

## Filmografia
Reżyser specjalizuje się w produkcjach dokumentalnychː

- Polmission. Tajemnice paszportów – produkcja, 2020
- Polska to wielka rzecz... – produkcja, 2020
- Hollywood nad Wisłą czyli gwiazdy przedwojennego kina w Polsce – producent wykonawczy, 2020
- Niezwykłe dwudziestolecie. Historia gospodarcza II RP – produkcja, 2019
- Hiranmoy Ghoshal. Nurtem dwóch rzek – producent wykonawczy, 2019
- Rzeczpospolita. Reaktywacja – produkcja, 2019
- Jazz na Kalatówkach – producent wykonawczy, reżyseria, 2018
- Paszporty Paragwaju – scenariusz, reżyseria, 2018
- Lwów pod okupacją – producent wykonawczy, 2017
- Operacja Cezary – producent wykonawczy, 2017
- Gra o życie – producent wykonawczy, 2016
- Spragnieni księżyca – produkcja, 2016
- Zanim będzie za późno – producent wykonawczy, 2016
- Dama – produkcja, 2015
- Potęga nauki. Szkoła lwowsko-warszawska – produkcja, współpraca reżyserska, 2015
- Tora i miecz – scenariusz, produkcja, reżyseria, 2015
- WIN. Wolność i niezawisłość – producent wykonawczy, 2014
- Niosła go Polska – scenariusz, produkcja, reżyseria 2013
- Polacy – produkcja, 2013
- Transformacja – produkcja, 2012–2013
- Kto wygra mecz... – produkcja, 2012
- Poeta pozwany – produkcja, 2012
- Sztuka przetrwania – produkcja, 2012
- Testament – produkcja, 2012
- Krzyż – produkcja, 2011
- Kibol – producent wykonawczy, 2011
- Raport z zatopionego miejsca – produkcja, 2011
- Towarzysz generał idzie na wojnę – scenariusz, produkcja, reżyseria, 2011
- Zobaczyłem zjednoczony naród – produkcja, 2011
- Betar – produkcja, reżyseria 2010
- Co mogą martwi jeńcy – produkcja, 2010
- Eugenika w imię postępu – produkcja, 2010
- Mrożek i Baltazar – produkcja, 2010
- New Poland – scenariusz, produkcja, reżyseria, 2010
- Solidarni 2010 – produkcja, 2010
- Ambasador Spasowski – scenariusz, produkcja, 2009
- Pod prąd – producent wykonawczy, 2009
- Marsz wyzwolicieli – produkcja, 2009
- Towarzysz generał – scenariusz, produkcja, reżyseria, 2009
- Video niekontrolowane – produkcja, 2009
- Do wolnego świata – produkcja, reżyseria, 2009
- TW Bolek – scenariusz, produkcja, reżyseria, 2008
- Errata do biografii – produkcja, 2007–2009
- Esensja nastroju – scenariusz, produkcja, reżyseria, 2007
- Defilada zwycięzców – scenariusz, produkcja, reżyseria, 2007
- Oskarżenie – produkcja, 2007
- W dzień targowy – scenariusz, reżyseria, 2006
- Z wyciągniętymi rękami – scenariusz, reżyseria, 2006
- Pielgrzymki do Ojczyzny Jana Pawła II – reżyseria, 2002
- Człowiek zmienia skórę – scenariusz, reżyseria, 2001
- Zobaczyć niewidzialne – reżyseria, 2001
- Pasażer na gapę – montaż, scenariusz, produkcja, reżyseria, 1999
- Zwłoki nieznane – scenariusz, reżyseria, montaż 1998
- Awangarda krakowska (cykl dokumentalny) – scenariusz, reżyseria, 1997
- Jedynie prawda jest ciekawa – reżyseria, 1996
- Państwowcy – reżyseria, 1996
- Niech żyje królǃ – produkcja, 1995
- Burza – reżyseria, 1995
- Jednostka Kisiel – reżyseria, 1995
- Jednostka Szprot – reżyseria, 1995
- Czas Komedy – scenariusz, produkcja, reżyseria, 1994
- Staszek – produkcja, 1994
- Pensjonariusze – produkcja, 1993
- Tata Kazika – produkcja, 1993
- Żnin - Paryż - Wenecja czyli sceny z życia prowincji – produkcja, 1992–1993
- Krótka rozprawa między panem, wójtem a plebanem – produkcja, 1993

W 2002 wystąpił w roli wierzyciela w filmie Kobieta z papugą na ramieniu w reżyserii Ryszarda Macieja Nyczki.